# Mustalammi
Mustalammi eller Mustalampi är en sjö i Vichtis kommun i Finland.   Den ligger i landskapet Nyland, i den södra delen av landet, 50 km norr om huvudstaden Helsingfors. Mustalammi ligger 119 meter över havet. I omgivningarna runt Mustalammi växer i huvudsak barrskog. Arean är 18,3 hektar och strandlinjen är 2,35 kilometer lång. Sjön  ingår i Karisåns huvudavrinningsområde. 